# 右大當戶
右大当户，是古代匈奴官号，與左大當戶相對，低於左大當戶，高於左骨都侯，为二十四長之一。匈奴二十四长，居第十位。
右大当户为单于十大重要辅臣之一，位在左右大都尉之下。其号世袭，各有分地，左大當戶驻匈奴东部，右大当户驻西部。分别统军，指挥作战，为匈奴二十四个“萬騎长”之一。其下置千長、百長、什長、裨小王、相封、都尉、當戶、且渠等属官。